# Hrabstwo Saguache
Hrabstwo Saguache (ang. Saguache County) – hrabstwo w stanie Kolorado w Stanach Zjednoczonych. Obszar całkowity hrabstwa obejmuje powierzchnię 3 170,25 mil2 (8 210,94 km²). Według danych z 2010 r. hrabstwo miało 6 108 mieszkańców. Hrabstwo powstało 29 grudnia 1866 roku, a jego nazwa pochodzi z języka plemienia Ute, którą można przetłumaczyć jako wydmy.

## Sąsiednie hrabstwa
- Hrabstwo Chaffee (północ)
- Hrabstwo Fremont (północny wschód)
- Hrabstwo Custer (wschód)
- Hrabstwo Huerfano (południowy wschód)
- Hrabstwo Alamosa (południe)
- Hrabstwo Rio Grande (południe)
- Hrabstwo Mineral (południowy zachód)
- Hrabstwo Hinsdale (zachód)
- Hrabstwo Gunnison (północny zachód)

## Miasta
- Bonanza
- Center
- Crestone
- Moffat
- Saguache